# Atletismo nos Jogos Pan-Americanos de 2007 - Revezamento 4x400 m masculino
O revezamento 4x400 metros foi um dos eventos do atletismo nos Jogos Pan-Americanos de 2007, no Rio de Janeiro. A prova foi disputada no Estádio Olímpico João Havelange nos dias 27 (semifinais) e 28 de julho (final) com 74 atletas de 13 países.

## Medalhistas
|  | BAH Bahamas                                              |  | USA Estados Unidos                                     |  | DOM República Dominicana                                |
|  | Andrae Williams Avard Moncur Michael Matheau Chris Brown |  | Greg Nixon Jamaal Torrance Laron Bennett David Neville |  | Carlos Santa Arismendy Peguero Yoel Tapia Félix Sánchez |

## Recordes
Recordes mundial e pan-americano antes da disputa dos Jogos Pan-Americanos de 2007.
| Tipo                             | Atleta         | Tempo   | Local     | Data                |
| -------------------------------- | -------------- | ------- | --------- | ------------------- |
|                                  | Estados Unidos | 2m54.20 | Uniondale | 22 de julho de 1998 |
| Recorde dos Jogos Pan-Americanos | Jamaica        | 2m57.97 | Winnipeg  | 30 de julho de 1999 |

## Resultados
- Q: classificação por três melhores tempos na série.
- q: classificação por um dos quatro melhores tempos no geral.
- DNF: não completou a prova.
- DSQ: desclassificado.

### Semifinal
A semifinal foi disputada em 27 de julho.
| Semifinal 1 | Semifinal 1 | Semifinal 1              | Semifinal 1         | Semifinal 1 | Semifinal 1 |
| Result.     | Result.     | Equipe                   | Atletas             | Tempo       | Qual.       |
| Pos.        | Geral       | Equipe                   | Atletas             | Tempo       | Qual.       |
| ----------- | ----------- | ------------------------ | ------------------- | ----------- | ----------- |
| 1           | 1           | BAH Bahamas              | Andrae Williams     | 3m02.76     | Q           |
| 1           | 1           | BAH Bahamas              | Andretti Bain       | 3m02.76     |             |
| 1           | 1           | BAH Bahamas              | Nathaniel McKinney  | 3m02.76     |             |
| 1           | 1           | BAH Bahamas              | Avard Moncur        | 3m02.76     |             |
| 2           | 3           | DOM República Dominicana | Carlos Santa        | 3m04.65     | Q           |
| 2           | 3           | DOM República Dominicana | Yoel Tapia          | 3m04.65     |             |
| 2           | 3           | DOM República Dominicana | Pedro Mejía         | 3m04.65     |             |
| 2           | 3           | DOM República Dominicana | Arismendy Peguero   | 3m04.65     |             |
| 3           | 5           | USA Estados Unidos       | David Neville       | 3m05.01     | Q           |
| 3           | 5           | USA Estados Unidos       | Jamaal Torrance     | 3m05.01     |             |
| 3           | 5           | USA Estados Unidos       | Greg Nixon          | 3m05.01     |             |
| 3           | 5           | USA Estados Unidos       | Bashir Ramzy        | 3m05.01     |             |
| 4           | 7           | PUR Porto Rico           | Félix Martínez      | 3m11.33     | q           |
| 4           | 7           | PUR Porto Rico           | Héctor Carrasquillo | 3m11.33     |             |
| 4           | 7           | PUR Porto Rico           | Adalberto Amador    | 3m11.33     |             |
| 4           | 7           | PUR Porto Rico           | Luis Soto           | 3m11.33     |             |
| 5           | 8           | GUA Guatemala            | Hans Villagrán      | 3m16.39     | q           |
| 5           | 8           | GUA Guatemala            | Camilo Quevedo      | 3m16.39     |             |
| 5           | 8           | GUA Guatemala            | Edwin Baltazar      | 3m16.39     |             |
| 5           | 8           | GUA Guatemala            | Allan Ayala         | 3m16.39     |             |
| —           | —           | CUB Cuba                 | Sergio Hierrezuelo  | DSQ         |             |
| —           | —           | CUB Cuba                 | Omar Cisneros       | DSQ         |             |
| —           | —           | CUB Cuba                 | Luis Yacnier        | DSQ         |             |
| —           | —           | CUB Cuba                 | William Collazo     | DSQ         |             |

| Semifinal 2 | Semifinal 2 | Semifinal 2               | Semifinal 2           | Semifinal 2 | Semifinal 2 |
| Result.     | Result.     | Equipe                    | Atletas               | Tempo       | Qual.       |
| Pos.        | Geral       | Equipe                    | Atletas               | Tempo       | Qual.       |
| ----------- | ----------- | ------------------------- | --------------------- | ----------- | ----------- |
| 1           | 2           | JAM Jamaica               | Allodin Fothergill    | 3m04.60     | Q           |
| 1           | 2           | JAM Jamaica               | Dwight Mullings       | 3m04.60     |             |
| 1           | 2           | JAM Jamaica               | Edino Steele          | 3m04.60     |             |
| 1           | 2           | JAM Jamaica               | Leford Green          | 3m04.60     |             |
| 2           | 4           | TRI Trinidad e Tobago     | Ato Modibo            | 3m04.86     | Q           |
| 2           | 4           | TRI Trinidad e Tobago     | Jarrin Soloman        | 3m04.86     |             |
| 2           | 4           | TRI Trinidad e Tobago     | Renny Quow            | 3m04.86     |             |
| 2           | 4           | TRI Trinidad e Tobago     | Zwede Hewitt          | 3m04.86     |             |
| 3           | 6           | BRA Brasil                | Luis Eduardo Ambrósio | 3m05.15     | Q           |
| 3           | 6           | BRA Brasil                | Sanderlei Parrela     | 3m05.15     |             |
| 3           | 6           | BRA Brasil                | Fernando Almeida      | 3m05.15     |             |
| 3           | 6           | BRA Brasil                | Anderson Santos       | 3m05.15     |             |
| 4           | 9           | SKN São Cristóvão e Neves | Kadeem Smith          | 3m21.77     |             |
| 4           | 9           | SKN São Cristóvão e Neves | Jevon Claxton         | 3m21.77     |             |
| 4           | 9           | SKN São Cristóvão e Neves | Adolphus Jones        | 3m21.77     |             |
| 4           | 9           | SKN São Cristóvão e Neves | Melville Rogers       | 3m21.77     |             |
| —           | —           | CAN Canadá                | Keston Nelson         | DNF         |             |
| —           | —           | CAN Canadá                | Nathan Vadeboncoeur   | DNF         |             |
| —           | —           | CAN Canadá                | Andrew Dargie         | DNF         |             |
| —           | —           | CAN Canadá                | Jared MacLeod         | DNF         |             |

1. ↑  A equipe de Cuba foi desclassificada por demorar na troca das estafetas.

### Final
A final do revezamento 4x400 metros rasos foi disputada em 28 de julho as 19:30 (UTC-3).
| Pos.              | Equipe                   | Atletas              | Tempo   |
| ----------------- | ------------------------ | -------------------- | ------- |
| Medalha de ouro   | BAH Bahamas              | Andrae Williams      | 3m01.94 |
| Medalha de ouro   | BAH Bahamas              | Avard Moncur         | 3m01.94 |
| Medalha de ouro   | BAH Bahamas              | Michael Matheau      | 3m01.94 |
| Medalha de ouro   | BAH Bahamas              | Chris Brown          | 3m01.94 |
| Medalha de prata  | USA Estados Unidos       | Greg Nixon           | 3m02.44 |
| Medalha de prata  | USA Estados Unidos       | Jamaal Torrance      | 3m02.44 |
| Medalha de prata  | USA Estados Unidos       | Laron Bennett        | 3m02.44 |
| Medalha de prata  | USA Estados Unidos       | David Neville        | 3m02.44 |
| Medalha de bronze | DOM República Dominicana | Carlos Santa         | 3m02.48 |
| Medalha de bronze | DOM República Dominicana | Arismendy Peguero    | 3m02.48 |
| Medalha de bronze | DOM República Dominicana | Yoel Tapia           | 3m02.48 |
| Medalha de bronze | DOM República Dominicana | Félix Sánchez        | 3m02.48 |
| 4                 | TRI Trinidad e Tobago    | Ato Modibo           | 3m03.60 |
| 4                 | TRI Trinidad e Tobago    | Renny Quow           | 3m03.60 |
| 4                 | TRI Trinidad e Tobago    | Jarrin Soloman       | 3m03.60 |
| 4                 | TRI Trinidad e Tobago    | Zwede Hewitt         | 3m03.60 |
| 5                 | JAM Jamaica              | Allodin Fothergill   | 3m04.15 |
| 5                 | JAM Jamaica              | Dwight Mullings      | 3m04.15 |
| 5                 | JAM Jamaica              | Edino Steele         | 3m04.15 |
| 5                 | JAM Jamaica              | Leford Green         | 3m04.15 |
| 6                 | BRA Brasil               | Eduardo Vasconcelos  | 3m05.87 |
| 6                 | BRA Brasil               | Sanderlei Parrela    | 3m05.87 |
| 6                 | BRA Brasil               | Anderson Santos      | 3m05.87 |
| 6                 | BRA Brasil               | Fernando Almeida     | 3m05.87 |
| 7                 | PUR Porto Rico           | Héctor Carrasquillo  | 3m06.22 |
| 7                 | PUR Porto Rico           | Félix Martínez       | 3m06.22 |
| 7                 | PUR Porto Rico           | Adalberto Amador     | 3m06.22 |
| 7                 | PUR Porto Rico           | Javier Culson        | 3m06.22 |
| 8                 | GUA Guatemala            | Jorge Luis Solórzano | 3m17.86 |
| 8                 | GUA Guatemala            | Camilo Quevedo       | 3m17.86 |
| 8                 | GUA Guatemala            | Edwin Baltazar       | 3m17.86 |
| 8                 | GUA Guatemala            | Allan Ayala          | 3m17.86 |